# アーチー・マニング
イライシャ・アーチボルド・マニング3世（Elisha Archibald Manning III, 1949年5月19日 - ）は、アメリカ合衆国ミシシッピ州ドリュー出身の元プロアメリカンフットボール選手。ポジションはクォーターバック（QB）。NFLのニューオーリンズ・セインツなどでプレイした。息子のペイトン・マニング、イーライ・マニングは共に元アメリカンフットボール選手でスーパーボウルMVPに選ばれている。

## 経歴
ミシシッピ大学（オール・ミス）時代には1968年にルイジアナ州立大学戦で362ヤード、1969年のアラバマ大学戦ではパスで436ヤード、ランで104ヤードの合計540ヤード（これは2008年シーズン終了時点でもサウスイースタン・カンファレンス2位の記録である。）、1970年のサザンミシシッピ大学戦でも341ヤードを獲得した。1969年にはサウスイースタン・カンファレンスの最優秀選手に選ばれると共にハイズマン賞選考でも4位の得票を1970年には3位の得票を得た。
1971年のNFLドラフト1巡目全体2位でニューオーリンズ・セインツに指名されて入団した。
1972年にNFLトップのパス試投、成功数の数字をあげたが、その一方で入団から5年間のうち、3年間被サック数トップであった。
創設してから続いていたチームの負け越しは彼が入団してからも1978年まで続いた。プロフットボール殿堂入りを果たしたジャック・ヤングブラッドによればパスプロテクションも弱く、彼はたびたびフィールドに倒されたが彼のタフネスさには多くの選手が敬意を表したという。セインツに所属した11シーズンで彼は340サックを浴びた。
チームの不甲斐ない成績にファンは"Aint's"とチームを呼び、ペーパーバッグをかぶって観戦した。
1978年、チームは7勝をあげ、彼はUPI選出のNFC最優秀選手に選出された。（UPI選出MVPは1996年で終了している。現在も続くリーグMVPはAP通信選出であり、1978年のリーグMVPは、テリー・ブラッドショーであった。）。
1979年も8勝8敗の成績をあげた。1980年に1勝、1981年に3勝に終わった。彼がセインツに在籍したシーズンのうち、6勝以上をあげたのはわずか2シーズンであった。
1982年、シーズン途中にヒューストン・オイラーズへトレードされた。オイラーズも再建途上のチームであり彼は1982年、1983年併せて8試合に先発したが、1勝しかあげることができなかった。1983年シーズン中にミネソタ・バイキングスに移籍、1984年シーズンを最後に現役引退した。
14年の選手生活で彼は先発した139試合で35勝しかあげることができず、プレーオフ出場はならなかった。
セインツの背番号「8」は、正式な「永久欠番」ではないが、マニング移籍後は誰も着用していない。また、マニング入団前にも、着用した選手はおらず、セインツ史上唯一背番号「8」を付けた選手となっている。
引退後はニューオーリンズに居住するが、ハリケーン・カトリーナの被害を受け、ミシシッピ州へ移る。現在はCBSのカレッジフットボール解説者を務めている。

## 家族
息子のインディアナポリス・コルツQBペイトン、ニューヨーク・ジャイアンツQBイーライは共にスーパーボウルチャンピオンとなったが彼の所属したニューオーリンズ・セインツは、NFLのエクスパンションで誕生したばかりの弱小チームで1978年、1979年とプロボウルに選出されたものの1度もプレーオフに出場することはなかった。長男のクーパーもテネシー大学でワイドレシーバーをしていたが、脊髄損傷のためプロを断念した。